# Magyar filozófusok listája
- Filozófusok listája

| Ábécé szerinti tartalomjegyzék                                                                           |
| --- |
| A, Á B C Cs D Dz Dzs E, É F G Gy H I, Í J K L Ly M N Ny O, Ó Ö, Ő P Q R S Sz T Ty U, Ú Ü, Ű V W X Y Z Zs |

## A, Á
- Ádány András (1716–1790)
- Adler Ignác (1851–?) zeneesztéta
- Alexander Bernát (1850–1927), esztéta
- Almási Miklós (1932–), esztéta
- Altrichter Ferenc
- Ancsel Éva (1927–1993)
- András Ferenc (1952–)
- Angi István (1933–2020) zeneesztéta
- Aniszi Kálmán (1939–)
- Apáczai Csere János (1625–1659)
- Ara-Kovács Attila (1953–)
- Aszlányi Dezső (1869–1947)
- Asztalos Sándor (1919–1970) zeneesztéta
- Ádám György (1882–1906), író
- Áron László (1956–)

## B
- Bacsó Béla (1952–2024) esztéta
- Bagi Zsolt (1975–) filozófiatörténész
- Bakos József (1951–2021)
- Balassa Péter (1947–2003), esztéta
- Balázs Béla (1884–1949), esztéta
- Balázs Sándor (1928–2022)
- Balázs Tibor (1958–2017), költő
- Balogh Tibor (1948–)
- Bartók György (1882–1970)
- Baumgarten Ferenc Ferdinánd (1880–1927), esztéta
- Bayer József (1946–)
- Bálintfi Ottó (1948–2025)
- Bánfi Zsigmond (1857–1894) zeneesztéta
- Bánóczi József (1849–1926)
- Báron György (1951–), esztéta
- Beély Fidél József (1807–1863), esztéta
- Bene László
- Bence György (1941–2006)
- Beöthy Zsolt (1848–1922), esztéta
- Berzeviczy Albert (1853–1936), esztéta
- Bécsy Tamás (1928–2006), esztéta
- Béndek Péter (1968–)
- Bibó István (1877–1935), etnológus
- Bibó István (1911–1979), politikus
- Bihari Péter (1840–1888)
- Bikácsy Gergely (1942–), esztéta
- Bodnár M. István (1958–)
- Bokor József (1843–1917), író
- Bolberitz Pál (1941–2020)
- Boros Gábor (1959–), filozófiatörténész
- Boros István (1954–), filozófiatörténész
- Böhm Károly (1846–1911)
- Brandenstein Béla (1901–1989)
- Bretter György (1932–1977)
- Bretter Zoltán (1958–)
- Buczy Emil (1782–1839), esztéta
- Bujalos István
- Buji Ferenc (1962–)

## C
- Czakó Gábor (1942–2024)
- Czímer József (1913–2008), esztéta

## Cs
- Csaholy Ferenc (1496–1526)
- Császár Károly (1887–1968), irodalomesztéta
- Csejtei Dezső (1951–)
- Csontos István (1961–2007)

## D
- Darnel Christian (1948–2016)
- Dávid Ferenc (1520–1579)
- Dékány István (1886–1965)
- Dessauer Móric (1842–1895) magyar
- Dévai Bíró Mátyás (1500–1545)
- Dienes Valéria (1879–1978), író
- Dohovics Vazul (1783–1849)
- Domanovszky Endre (1817–1895)
- Dominici János (?–1418/1419)

## E, É
- Egyed Péter (1954–)
- Ercsei Dániel (1781–1836), író
- Erdei László (1920–1996)
- Erdei Zoltán (1973–)
- Erdey Ferenc (1895–1966)
- Erdélyi János (1814–1868), költő, esztéta
- Ébert Tibor (1926–2015), esztéta

## F
- Faragó Szabó István
- Farkas Katalin (1970–)
- Farkas Zoltán (1928–1989)
- Fábián Ernő (1934–2001)
- Fehér Ferenc (1933–1994), esztéta
- Fehér M. István
- Fehér Márta (1943–2020)
- Fejér György (1766–1851), teológus, vallásfilozófus
- Ferenczfalvi Kálmán (1921–2005)
- Fogarasi Béla (1891–1959)
- Forgács Ferenc (1560–1615) esztergomi érsek, vallásfilozófus
- Forrai Gábor(wd) (1962–)
- Fülep Lajos (1885–1970), esztéta

## G
- Garaczi Imre
- Garai László (1935–2019), pszichológus
- Gábor György (1954–)
- Gál Kelemen (1869–1945)
- Gáll Ernő (1917–2000)
- Gángó Gábor (1966–)
- Gáspár Csaba László
- Gendler-Szabó Zoltán
- Geréby György (1957–), filozófiatörténész
- Géczi János (1954–)
- Göllner Mária (1894–1982)
- Grabócz Márta (1952–) zeneesztéta
- Greguss Ágost (1825–1882), esztéta

## Gy
- Gyenge Zoltán (1962–), filozófus, író, műfordító
- Gyertyán Ervin (1925–2011), esztéta
- György Péter (1954–), esztéta

## H
- Haberern Jonatán (1818–1880)
- Hajós József (1923–2009), filozófiatörténész
- Halasy-Nagy József (1885–1976)
- Hamvas Béla (1897–1968)
- Hanák Tibor (1929–1999)
- Haraszti Gyula (1858–1921), esztéta
- Harkai Schiller Pál (1908–1949)
- Határ Győző (1914–2006)
- Hauser Arnold (1892–1978)
- Heller Ágnes (1929–2019)
- Helner György (?–1594) humanista
- Hermann István (1925–1986), esztéta
- Hetényi János (1786–1853)
- Hevesy Iván (1893–1966), esztéta
- Himfy József
- Hoppál Bulcsú (1974–)
- Horváth Cirill József (1804–1884)
- Horváth Márk (1989–) filozófus
- Horváth Róbert (1971–), vallásfilozófus
- Huoranszki Ferenc
- Hushegyi Gábor (1959–), esztéta

## I, Í
- Ignácz Lilla
- Imre János (1790–1832)
- Ivánka Endre (1902–1974), klasszika-filológus

## J
- Jáki Szaniszló (1924–2009), filozófiatörténész
- Jánosi Béla (1857–1921), esztéta, tudománytörténész

## K
- Kallós Miklós (1926–2018)
- Kampis György (1958–)
- Kaposi Márton (1936–)
- Karácsony Sándor (1891–1952)
- Karádi Éva (1946– ) filozófiatörténész
- Károlyi Gáspár (1529–1591) vallásfilozófus
- Kelemen Béla (1865–1944), esztéta
- Kelemen János (1943–), filozófiatörténész
- Kertész András (1956–) tudományfilozófus
- Kéky Lajos (1879–1946), esztéta
- Kibédi Varga Áron (1930–2018), esztéta
- Király István (1952–2023)
- Király Jenő (1943–2017), esztéta
- Kis János (1943–)
- Kisbali László (1954–2009), esztéta
- Kislégi Nagy Dénes (1884–1984)
- Kiss Endre (1947–), filozófiatörténész
- Klima Gyula
- Kocsis László Levente (1965–)
- Kollár József (1961–), esztéta
- Kolnai Aurél (1900–1973)
- Kornis Gyula (1885–1958)
- Kozma András (1952–)
- Köteles Sámuel (1770–1831)
- Kulcsár-Szabó Zoltán (1973–)
- Kunszt György (1924–2010)
- Kunz Jenő (1844–1926)

## L
- Lakatos Imre (1922–1974)
- Laki János
- Lánczi András (1956–)
- Lányi András (1948–)
- László András (1941–)
- László Ervin (1932–)
- Lénard Jenő (1878–1924)
- Liffa Aurél (1872–1956)
- Losoncz Alpár (1958–)
- Lovász Ádám (1991–)
- Ludassy Mária (1944–)
- Lukács György (1885–1971)

## M
- Makkai Ernő (1916–1945), filozófiatörténész
- Mannheim Károly (1893–1947)
- Maróth Miklós (1943–), filozófiatörténész
- Maróti Andor (1927–2021)
- Maróthy János (1925–2001) zeneesztéta
- Matolay Zoltán (1873–1953)
- Mácza János (1893–1974), esztéta
- Márfai Molnár László (1966–)
- Márkus György (1934–2016)
- Mátrai László (1909–1983), esztéta, filozófiatörténész
- Mentovich Ferenc (1819–1879)
- Mester János (1879–1954)
- Mesterházi Miklós
- Mezei Árpád (1902–1998)
- Mezei Balázs (1960–)
- Mezey Zsigmond (1885–1944) zeneesztéta
- Mészáros István (1930–2017)
- Mihálydeák Tamás
- Miklós Tamás
- Molnár Antal (1890–1983) zeneesztéta
- Molnár Erik (1894–1966)
- Molnár Gergely (1950–), esztéta
- Molnár Tamás (1921–2010)
- Munkácsy Gyula (1928–2009), filozófiatörténész

## N
- Nagy Endre (1879–1961)
- Nagy Ervin (1977–2025)[1]
- Nagy György (1938–1998)
- Nagy Jenő (1952–)
- Négyesy László (1861–1933), esztéta
- Névy László (1841–1902), esztéta

## Ny
- Nyíri Kristóf (1944–)
- Nyíri Tamás (1920–1994)
- Nyiry István (1776–1838), természettudós

## O, Ö,
- Olay Csaba (1970–)
- Orthmayr Imre

## P
- Palágyi Menyhért (1859–1924)
- Andreas Pannonius (15. század)
- Janus Pannonius (1434–1472) humanista
- Pauler Ákos (1876–1933)
- Pesti Gábor (?–~1542/1450)
- Polányi Károly (1886–1964)
- Polányi Mihály (1891–1976)
- Poszler György (1931–2015), esztéta
- Pólos László
- Pósaházi János (?–1686)
- Prohászka Lajos (1897–1963)

## R
- Radnai Béla (1891–1962), esztéta
- Radnóti Sándor (1946–)
- Rácz Győző (1935–1989)
- Rédei Miklós(wd) (1952) tudományfilozófus
- Révay József (1902–1945)
- Révay Péter (1568–1622)
- Ritoók Zsigmond (1929–), esztéta
- Roth Endre (1927–2009)
- Rózsa Erzsébet (1945–), filozófiatörténész
- Rudas László (1885–1950)
- Ruzsa Ferenc (1957–)
- Ruzsa Imre (1921–2008)

## S
- Sajó Sándor (1965–)
- Salamon Ferenc (1825–1892), esztéta
- Schöpflin Aladár (1872–1950), esztéta
- Schütz Antal (1880–1953), teológus
- Sebeő Talán (1958–)
- Sebeők János (1958–)
- Seregi Tamás, esztéta, kritikus
- Sík Sándor (1889–1963), esztéta
- Simon Zoltán (1935–), irodalomtörténész
- Sólymos Sándor (1952–)
- Somogyi József (1898–1948)
- Steiger Kornél (1945–)
- Sylvester János (1504–1551)

## Sz
- Szabó Lajos (1902–1967)
- Szabó E. László
- Szalai István (1818–1878)
- Szalai Miklós (1964–)
- Szathmári Pap János (?–1707)
- Edmond Bordeaux Székely (?–1979)
- Szelényi Ödön (1877–1931)
- Szemere Pál (1785–1861), esztéta
- Szenczi Molnár Albert (1574–1634)
- Szerdahelyi István (1934–), esztéta
- Szécsényi Endre (1965–), esztéta, eszmetörténész
- Szécsi Gábor (1966–)
- Szigeti József (1921–), esztéta
- Szilasy János (1795–1859)
- Szilágyi Imre (1933-1999)
- Szlávik Mátyás (1860–1937)
- Szoboszlai-Kiss Katalin
- Szontagh Gusztáv (1793–1858)

## T
- Tamás Gáspár Miklós (1948–2023)
- Tarczy Lajos (1807–1881)
- Tatár György (1947–)
- Tavaszy Sándor (1888–1951)
- Techert Margit (1900–1945)
- Tengelyi László (1954–2014)
- Terray Károly (1812–1881)
- Tettamanti Béla (1884–1959)
- Tordai Zádor (1924–2010)
- Török-Szabó Balázs
- Tóth Aladár (1898–1968) zeneesztéta
- Tóth Imre (1921–2010)
- Tóth Sándor (1919–2011)
- Tőkei Ferenc (1930–2000)
- Tőzsér János
- Turay Alfréd (1944–)
- Tütő László (1949–)

## U, Ú
- Ujfalussy József (1920–2010) zeneesztéta
- Ullmann Tamás (1965–)

## V
- Vajda Mihály (1935–2023)
- Valastyán Tamás
- Vámosi Nagy István (1919–1992)
- Várkonyi Hildebrand Dezső (1888–1971)
- Vass László (1780–1842), egyháztörténész
- Vassányi Miklós (1966–)
- Vasváry-Tóth Tibor (1962–)
- Vatai László (1914–1993)
- Verancsics Antal (1504–1573)
- Veress Károly (1953–)
- Vető Miklós (1936–2020)
- Vidrányi Katalin (1945–1993)
- Vitéz János (1408–1472)
- Voinovich Géza (1877–1952), esztéta

## W
- Weiss János (1957–), filozófiatörténész
- Weissmahr Béla (1929–2005)

## Z
- Zalai Béla (1882–1915)
- Zlinszky Aladár (1864–1941), esztéta
- Zoltai Dénes (1928–2008)
- Zvolenszky Zsófia
- Zsámboky János (1531–1584)